# 三毛猫ホームズのクリスマス
『三毛猫ホームズのクリスマス』（みけねこホームズのクリスマス）は、日本の小説家赤川次郎によって1984年に発表された三毛猫ホームズシリーズの短編小説、およびそれを表題作とする短編集である。

## あらすじ
全寮制の女子校に、クリスマスイブに警備にやってきた片山義太郎、晴美、石津、ホームズの一行。警備員で義太郎の友人である久保が旅行に出るというので代わりにやってきたのだ。だが、そこに、久保に結婚式をすっぽかされた女性が登場し、学生達の中で久保の恋人の座を巡る争いが勃発。そんな中、久保が死体で発見される。

## 主な登場人物
- 片山義太郎 - 警視庁捜査一課のダメ刑事
- 片山晴美 - 義太郎の妹
- 石津刑事 - 晴美に恋をする猫嫌いの刑事
- ホームズ - 三毛猫

## 収録作品
- 三毛猫ホームズの飛び石連休（原題「三毛猫ホームズの飛び石休暇」初出『週刊サンケイ』1984年5月10・17日号）
- 三毛猫ホームズの子守歌（初出『小説宝石』1984年7月号）
- 三毛猫ホームズの離婚相談（初出『小説宝石』1984年5月号）
- 三毛猫ホームズの通勤地獄（初出『小説宝石』1984年10月号）
- 三毛猫ホームズのクリスマス（初出『EQ』1985年1月号）

## 書誌情報
- 『三毛猫ホームズのクリスマス』（光文社 カッパノベルス、1984年12月15日） ISBN 4-334-02580-3
- 『三毛猫ホームズのクリスマス』（光文社 光文社文庫、1987年12月20日） ISBN 4-334-70652-5
- 『三毛猫ホームズのクリスマス』（角川書店 角川文庫、1988年11月30日） ISBN 4-04-149791-4